# Polycelis tenuis
Polycelis tenuis es una especie de tricládido planárido que habita en aguas dulces de Europa.

## Descripción
El aspecto externo de P. tenuis es muy similar al de P. nigra pero pueden distinguirse si se analiza la morfología del aparato copulador. El pene de P. tenuis tiene forma de cono y presenta numerosas espinas pequeñas. Puede presentar dos adenodáctilos.